# Pseudotrochalus minimus
Pseudotrochalus minimus är en skalbaggsart som beskrevs av Louis Burgeon 1943. Pseudotrochalus minimus ingår i släktet Pseudotrochalus och familjen Melolonthidae. Inga underarter finns listade i Catalogue of Life.